# Piotr Jacyna
Piotr Jacyna (ur. 8 stycznia 1972 w Zgorzelcu) – polski piłkarz, występujący na pozycji obrońcy.

## Życiorys
Seniorską karierę rozpoczynał w Hutniku Pieńsk, a na początku 1991 roku został zawodnikiem drugoligowego Zagłębia Wałbrzych. W klubie tym, przekształconym później w KP Wałbrzych, występował do 1993 roku. Następnie przez pół sezonu grał w polonijnym klubie AAC Eagles Chicago, po czym wrócił do Polski, podpisując kontrakt z Sokołem Pniewy, w barwach którego zadebiutował w I lidze. Sezon 1994/1995 spędził w drugoligowych: Radomiaku Radom i Miedzi Legnica. Po zakończeniu sezonu został zawodnikiem Śląsk Wrocław. W barwach tego klubu występował jedynie w rezerwach i w trakcie trwania rundy jesiennej odszedł do trzecioligowego Wawelu Kraków. W Wawelu, z którym Jacyna awansował do II ligi, występował do 1998 roku, kiedy to został zawodnikiem GKS Katowice. W barwach katowickiego klubu rozegrał 24 mecze w I lidze, debiutując 29 kwietnia 1998 roku w wygranym 1:0 spotkaniu z Ruch Chorzów. W sezonie 1999/2000 rozegrał 12 meczów ligowych w barwach Pogoni Szczecin. Następnie grał w Lechii/Polonii Gdańsk oraz Czarnych Żagań. W 2003 roku przeszedł do niemieckiego klubu BSV Schwarz-Weiß Rehden, gdzie poza grą pracował również jako członek sztabu szkoleniowego. W 2008 roku jako piłkarz zasilił rezerwy klubu, a w 2012 roku zakończył karierę zawodniczą. Pracę w BSV Rehden zakończył w 2015 roku.
Jest żonaty z Julią.

## Statystyki ligowe
| Sezon         | Klub                    | Liga     | Mecze | Gole |
| ------------- | ----------------------- | -------- | ----- | ---- |
| 1990/1991 (j) | Zagłębie Wałbrzych      | II liga  | 1     | 0    |
| 1991/1992     | Zagłębie Wałbrzych      | II liga  | 18    | 1    |
| 1992/1993     | KP Wałbrzych            | II liga  | 29    | 5    |
| 1993 (j)      | AAC Eagles Chicago      | USASA    | ?     | ?    |
| 1993/1994 (w) | Sokół Pniewy            | I liga   | 4     | 0    |
| 1994/1995 (j) | Radomiak Radom          | II liga  | 7     | 0    |
| 1994/1995 (w) | Miedź Legnica           | II liga  | 6     | 1    |
| 1995/1996 (j) | Śląsk Wrocław           | I liga   | 0     | 0    |
| 1995/1996     | Wawel Kraków            | III liga | ?     | ?    |
| 1996/1997     | Wawel Kraków            | II liga  | 23    | 5    |
| 1997/1998     | Wawel Kraków            | II liga  | 19    | 0    |
| 1997/1998 (w) | GKS Katowice            | I liga   | 5     | 0    |
| 1998/1999     | GKS Katowice            | I liga   | 19    | 0    |
| 1999/2000     | Pogoń Szczecin          | I liga   | 12    | 0    |
| 2000/2001 (j) | Lechia/Polonia Gdańsk   | II liga  | 13    | 0    |
| 2000/2001 (w) | Czarni Żagań            | III liga | ?     | ?    |
| 2002/2003 (w) | BSV Schwarz-Weiß Rehden | Oberliga | ?     | ?    |
| 2003/2004     | BSV Schwarz-Weiß Rehden | Oberliga | ?     | ?    |
| 2004/2005     | BSV Schwarz-Weiß Rehden | Oberliga | 22    | 1    |
| 2005/2006     | BSV Schwarz-Weiß Rehden | Oberliga | 27    | 0    |
| 2006/2007     | BSV Schwarz-Weiß Rehden | Oberliga | 28    | 1    |
| 2007/2008     | BSV Schwarz-Weiß Rehden | Oberliga | 16    | 0    |
| 2010/2011 (w) | BSV Schwarz-Weiß Rehden | Oberliga | 1     | 0    |